# Ratusz w Radziejowie
Ratusz w Radziejowie – ratusz został wybudowany w latach 1822–1826 według projektu Hilarego Szpilowskiego na miejscu wcześniejszego, wzmiankowanego w 1609 r. Przebudowany został w 1852. Mieści się przy Rynku, pod numerem 6. 3 listopada 2011 po przeprowadzonej rewitalizacji nastąpiło jego uroczyste otwarcie.